# Markus Münch (athlétisme)
Pour les articles homonymes, voir Markus Münch.
Markus Münch (né le 13 juin 1986 à Hambourg) est un athlète allemand, spécialiste du lancer de disque.

## Biographie
Son record de 65,37 m a été obtenu à Arles le 21 mars 2010, lors de la Coupe d'Europe hivernale des lancers (1er). L'année précédente, lors de la même compétition, il avait battu son record avec 64,90 m (1er, Los Realejos 15/03/2009).

## Palmarès
| Date | Compétition           | Lieu     | Résultat | Épreuve | Distance |
| ---- | --------------------- | -------- | -------- | ------- | -------- |
| 2009 | Universiades          | Belgrade | 3e       | Disque  | 63,76 m  |
| 2012 | Championnats d'Europe | Helsinki | 8e       | Disque  | 61,25 m  |

## Records
| Épreuve          | Performance | Lieu    | Date         |
| ---------------- | ----------- | ------- | ------------ |
| Lancer du disque | 66,87 m     | Cottbus | 25 juin 2011 |